# Primera de Santa Ana
Primera de Santa Ana är en ort i Mexiko, tillhörande kommunen Coatepec Harinas i södra delen av delstaten Mexiko. Orten hade 657 invånare vid folkräkningen 2010.